# Juin 1905

## Événements
- 6 juin, France : démission du ministre des affaires étrangères, Théophile Delcassé, qui refuse la réunion d’une conférence internationale sur le Maroc. Maurice Rouvier, président du Conseil, le remplace.

- 7 juin :
  - Le parlement norvégien constate la rupture de l’union personnelle avec la Suède. La Norvège devient indépendante de la Suède. Christian Michelsen est investi en tant que « Premier ministre et président du gouvernement ».
  - Accord passé à Paris entre les ministères de l’Intérieur et des Colonies, pour établir les zones d’influences du gouvernement général de l’AOF et des possessions françaises d’Afrique du Nord. La limite est fixée par une ligne partant du cap Noun dans le Sud marocain, se dirigeant vers Tin Zaouaten en passant entre In Ouzel au nord et Timiaouine au sud et s’inscrivant dans la direction de Mourzouk;
  - l'Italien Cordero di Montelemolo parvient à faire décoller un avion de sa fabrication, malgré des ennuis de moteurs. Ce dernier refuse en effet de démarrer, et l'avion est tracté par des chevaux afin de prendre l'air.

- 8 juin :
  - Russie : les zemstvos adoptent à l’unanimité le « manifeste de la nation »;
  - Gabriel Voisin vole au-dessus de la Seine à Paris sur un engin baptisé « Archceacon », tracté par un bateau à moteur.

- 16 juin : inauguration de la ligne de chemin de fer Paris-Nice par la Compagnie des chemins de fer de Paris à Lyon et à la Méditerranée.

- 18 juin (Hongrie) : en raison de la défaite de son parti aux élections législatives, le président du Conseil István Tisza démissionne. Le général Géza Fejérváry lui succède avant de céder sa place à Sándor Wekerle en 1906.
  - Face à l’opposition grandissante, István Tisza a recours aux élections, mais est battu et le parti libéral perd la majorité absolue pour la première fois depuis 1867, et perd la première place au profit des indépendantistes. L’état-major impérial songe alors à une intervention militaire et à la suspension de la Constitution hongroise. François-Joseph Ier d'Autriche refuse mais choisit la fermeté en imposant le gouvernement extraparlementaire de Géza Fejérváry.

- 22 - 25 juin : insurrection à Lodz.

- 23 juin : premier vol du Flyer III des frères Wright.

- 27 juin - 7 juillet : en mer Noire, début de la mutinerie du cuirassé Potemkine amarré dans le port d'Odessa, lorsqu'un officier abat un marin qui se plaignait de l'ordinaire. L'équipage se soulève et tue le commandant et plusieurs autres officiers. La rébellion est finalement matée par l’armée. L'épisode sera rendu célèbre par le film tourné par Eisenstein en 1925.

- 29 juin, France : le travail des mineurs de fond est limité à 8 heures par jour dans les mines.

## Naissances
- 5 juin : Sigismond Damm, résistant français pendant la Seconde Guerre mondiale († 30 décembre 1944).
- 8 juin : Ralph Steinhauer, lieutenant-gouverneur de l'Alberta († 19 septembre 1987).
- 11 juin : Frédéric Pottecher, chroniqueur judiciaire français († 13 novembre 2001).
- 13 juin :
  - Eduardo Chicharro Briones, peintre et poète espagnol († 16 mars 1964).
  - Antonia da Santa Cruz, Supercentenaire brésilienne († 23 janvier 2022).
- 21 juin : Jean-Paul Sartre philosophe et écrivain français († 15 avril 1980).
- 26 juin : « Armillita » (Juan Espinosa Saucedo), matador mexicain († 26 mai 1964).
- 29 juin : Louis Scutenaire, écrivain et poète surréaliste belge d'expression française († 15 août 1987).

## Décès
- 15 juin : Carl Wernicke, médecin polonais (° 15 mai 1848).
- 18 juin : Carmine Crocco, brigand italien (° 5 juin 1830).
- 23 juin : William Thomas Blanford, géologue et naturaliste britannique.